# Hans Gál

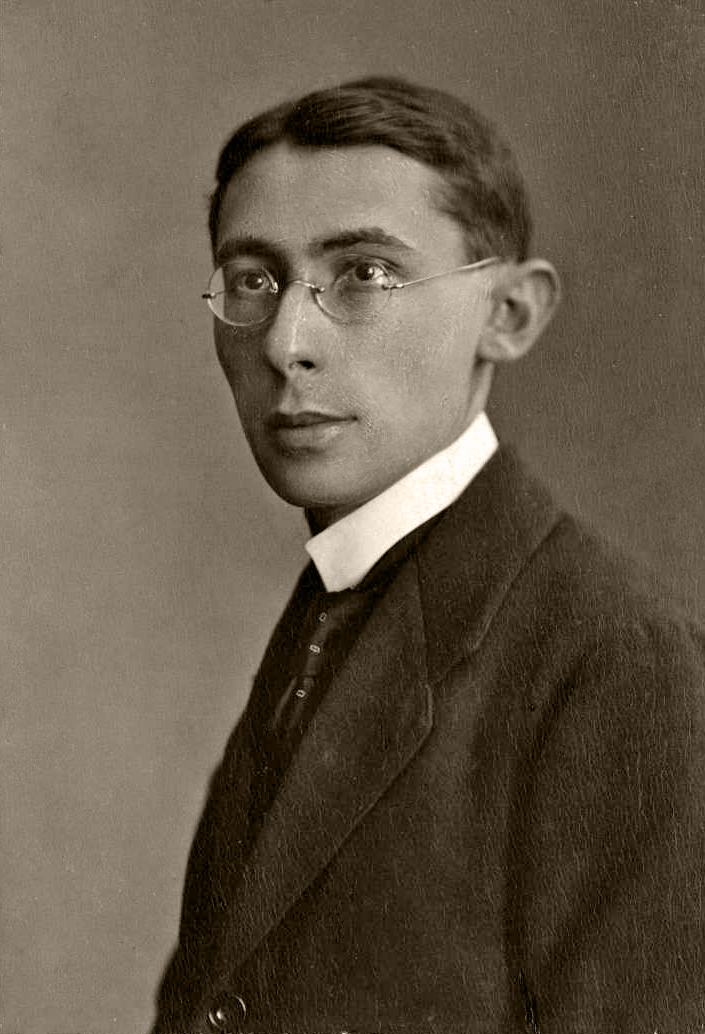
Hans Gál (um 1914)

Hans Gál (* 5. August 1890 in Brunn am Gebirge, Österreich-Ungarn; † 3. Oktober 1987 in Edinburgh) war ein österreichisch-britischer Komponist und Musikwissenschaftler.

## Leben
Gál, Sohn des Arztes Josef Gál, studierte von 1908 bis 1912 Komposition bei Eusebius Mandyczewski und von 1908 bis 1913 Musikwissenschaft an der Universität Wien. Bereits ab 1909 war er selbst als Lehrer für Kontrapunkt und Harmonielehre am Neuen Wiener Konservatorium tätig. Zusätzlich wirkte er ab 1919 als Lektor für Musiktheorie an der Universität Wien. Zu seinen Schülern zählte unter anderem die Komponisten Robert Katscher und Hans J. Salter. 1929 verließ er Österreich, um den Direktorenposten des Konservatoriums der Stadt Mainz zu übernehmen.
Doch bereits 1933, nach der Machtübergabe an die Nationalsozialisten im Januar 1933 verließ Gál als Jude Deutschland wieder. Nachdem er zunächst als Dirigent in Wien gewirkt hatte, emigrierte er 1938 nach dem Anschluss Österreichs nach England. 1940 wurde er vorübergehend als Enemy Alien auf der Isle of Man interniert. Seine Erfahrungen aus dieser Zeit kann man nachlesen in „Musik hinter Stacheldraht - Tagebuchblätter aus dem Sommer 1940“ (hgg. Eva Fox-Gal, Peter Lang Verlag 2003). 1945 erhielt er schließlich eine Stelle als Lehrer für Musiktheorie, Kontrapunkt und Komposition an der Universität Edinburgh in Schottland. Außerdem leitete er das Edinburgh Chamber Orchestra. Ab 1965 im Ruhestand blieb er für den Rest seines Lebens auf der britischen Insel und schrieb vielbeachtete Bücher u. a. über Brahms, Wagner, Verdi und Schubert.
Seine Serenade for String Orchestra wurde von dem ebenfalls in die Emigration gezwungenen Komponisten Georg Tintner dirigiert und aufgenommen.

## Werk
Gál entwickelte schon recht früh einen ausgeprägten Personalstil, dem er sein Leben lang treu blieb. Der für ihn wohl wichtigste Komponist war Johannes Brahms, dessen Musik die Grundlage von Gáls Stil bildete. Gál legte großen Wert auf souveräne Beherrschung des Kompositionshandwerks. Daneben war er ein großer Melodiker und steht in dieser Hinsicht in der Tradition Wiener Musik, die von Franz Schubert ausging. Überhaupt war er ein ausgesprochener Traditionalist, der bis zu seinen letzten Werken strikt an der Tonalität festhielt. Moderne Tendenzen blieben ihm fremd. Seine Musiksprache geht über Richard Strauss, dessen Einfluss besonders in seinen Opern zu Tage tritt, und eine in Anlehnung an die Musik der Jahrhundertwende stark chromatisierte Harmonik nicht hinaus. Stattdessen öffnete sich Gál umso stärker der musikalischen Vergangenheit, was in der reichen Polyphonie, die den Einfluss Johann Sebastian Bachs verrät, und in der Klarheit seiner musikalischen Sprache, die sich von der Beschäftigung mit der Wiener Klassik herleitet, zum Ausdruck kommt. Häufig trifft man auch humoristische Elemente in seiner Musik an. Während er vor seiner Emigration beachtliche Erfolge feiern konnte, war er später als unmodern und erzkonservativ verpönt, was dazu führte, dass er allmählich in Vergessenheit geriet. Erst jetzt wird er allmählich wiederentdeckt, z. B. indem seine Oper Das Lied der Nacht 2017 in Osnabrück und Edinburgh über 90 Jahre nach ihrem Entstehen wieder aufgeführt wurde. Die Premiere in Osnabrück am 29. April 2017 wurde vom Publikum begeistert gefeiert. Gáls Oper Die heilige Ente. Ein Spiel mit Göttern und Menschen. Oper in einem Vorspiel und drei Akten wurde, nach einer Fassung für Kinder in Köln 2007 und einer Berliner Produktion für Klavier und Ensemble 2012, am 7. März 2020 am Theater und Orchester Heidelberg zum ersten Male seit 1933 wieder als großes Bühnenwerk aufgeführt und von Deutschlandfunk Kultur live übertragen.
Gál hatte zu Lebzeiten nur 5 Kunstlieder veröffentlicht. Erst im 21. Jahrhundert wurden weitere 26 bis dahin unveröffentlichte Lieder durch Christian Immler und Hans Deutsch in einer Einspielung des Deutschlandfunks von 2016 der Öffentlichkeit vorgestellt.
Als Musikwissenschaftler war Gál v. a. auf dem Gebiet der Wiener Klassik aktiv und hat einige wichtige Beiträge zu diesem Thema geliefert.

## Auszeichnungen
- 1915 Österreichischer Staatspreis[3]
- 1926 Kompositionspreis der Stadt Wien
- 1957 Großer Österreichischer Staatspreis für Musik
- 1964 Officer des Order of the British Empire
- 1971 Österreichisches Ehrenkreuz I. Klasse
- 1981 Österreichisches Ehrenzeichen für Wissenschaft und Kunst

Seit 2020 vergibt die Akademie der Wissenschaften und der Literatur in Mainz gemeinsam mit der Villa Musica Rheinland-Pfalz jährlich den Hans Gál-Preis zur Förderung eines internationalen Nachwuchsensembles.

## Werke (Auswahl)

### Werke für Orchester
- Sinfonie Nr. 1 D-Dur op. 30 (1930)
- Symphonie Nr. 2 F-Dur op. 53 (1942/43)
- Symphonie Nr. 3 A-Dur op. 62 (1951/52)
- Symphonie Nr. 4 op. 105 „Sinfonia concertante“ für Flöte, Klarinette, Violine, Violoncello und Orchester (1974)
- Orchestersuiten
- Serenade für Streichorchester op. 46 (1937)
- Ouvertüren
- „Promenadenmusik“ für Militärorchester (1926)

### Werke für Mandolinenorchester
- Sinfonietta für Mandolinenorchester Nr. 1 op. 81 (1961)
- Sinfonietta für Mandolinenorchester Nr. 2 e-Moll op. 86 (1965)
- „Biedermeier-Tänze“ für Mandolinenorchester op. 66 (1954)
- Capriccio (1949)

### Konzerte
- Klavierkonzert C-Dur op. 57 (1948)
- Concertino für Klavier und Streichorchester op. 43 (1934)
- Violinkonzert op. 39 (1932)
- Concertino für Violine und Streichorchester op. 52 (1939)
- Violoncellokonzert e-Moll op. 67 (1944)
- Concertino für Violoncello und Streichorchester op. 87 (1966)
- Concertino für Orgel und Streichorchester op. 55 (1948)

### Vokalmusik
- „Der Arzt der Sobeide“, Oper op. 4 (1917/18)
- „Die heilige Ente, Ein Spiel mit Göttern und Menschen“[1] Oper in einem Vorspiel und drei Akten op. 15 (1920/21)
- „Zwei religiöse Lieder“, mit Orgel und Gambe (Violoncello) op. 21 (1923)
- „Das Lied der Nacht“, Oper op. 23 (1924/25)
- „Der Zauberspiegel“, Weihnachtsmärchen op. 38 (1930)
- „Die beiden Klaas“, Oper op. 42 (1932/33)
- „De profundis“, Kantate op. 50 für Soli, Chor, Orchester und Orgel (1936/37)
- zahlreiche Chorwerke

### Kammermusik
- Streichquartett Nr. 1 f-Moll op. 16 (1916)
- Streichquartett Nr. 2 a-Moll op. 35 (1929)
- Streichquartett Nr. 3 op. 95 (1969)
- Streichquartett Nr. 4 op. 99 (1970)
- Streichquintett op. 106 (1977)
- Klaviertrio E-Dur op. 18 (1925)
- Klaviertrio op. 49b (1948)
- Klavierquartett B-Dur op. 13 (1914)
- Violinsonate b-Moll op. 17 (1920)
- Violinsonate D-Dur (1933)
- Violasonate op. 101 (1942)
- Violoncellosonate a-Moll op. 89 (1953)
- Sonate für Violoncello solo op. 109a (1982)
- Klarinettensonate op. 84 (1965)
- Trio für Violine, Klarinette und Klavier, op. 97
- Oboensonate op. 85 (1965)
- Quintett für Klarinette und Streichquartett op. 107 (1977)

### Klaviermusik
- Sonate op. 28 (1927)
- Zwei Sonatinen op. 58 (C-Dur, 1951, a-Moll, 1949)
- Suite op. 24 (1922)
- 24 Präludien op. 83 (1960)
- 24 Fugen op. 108 (1980)
- kleinere Stücke

### Orgelmusik
- Toccata op. 29 (1928)
- Präludium und Fuge in As (1956)
- Phantasie, Arioso und Capriccio (1956)

## Dokumente
Briefe von Hans Gál befinden sich im Bestand des Leipziger Musikverlages C. F. Peters im Staatsarchiv Leipzig. Ein weiterer Teilnachlass befindet sich in der Bayerischen Staatsbibliothek als Folge der Korrespondenz Gals mit Robert Münster, ehemaligem Direktor der Musiksammlung der Bayerischen Staatsbibliothek. Weitere Korrespondenzen und der Notennachlass des Komponisten befinden sich im Exilarte Zentrum der Universität für Musik und darstellende Kunst Wien (mdw).